# Tanatocresi
La tanatocresi, o Metabiosi, és un tipus d'interacció biològica comensalista. La relació interespecífica s'esdevé de l'aprofitament de cossos, o parts de cossos, d'individus morts sense finalitat nutritiva. Aquesta estratègia evolutiva la podem observar, per exemple, en els bernats ermitans, que empren les closques buides d'altres animals marins morts com a refugi.